# Dušan Alimpijević
Dušan Alimpijević (en serbe : Душан Алимпијевић), né le 9 mars 1986, à Lazarevac, en République socialiste de Serbie, est un entraîneur serbe de basket-ball.

## Carrière
En juillet 2017, Alimpijević est nommé entraîneur de l'Étoile rouge de Belgrade. Il est limogé en mai 2018 après plusieurs défaites dont la défaite en finale de la Ligue adriatique. Il est remplacé par Milenko Topić.
En juillet 2018, Alimpijević fait partie de l'encadrement des Mavericks de Dallas lors de la ligue d'été.